# Éleuthéries
Éleuthéries (grec ancien : Έλευθέρια /liberté) est le nom général donnée à diverses festivités de la Grèce antique. Les Éleuthéries pouvaient être des fêtes publiques organisées par les cités ou être de caractère privé. Elles avaient comme thème commun de célébrer l’idée de liberté. Par exemple des Éleuthéries étaient fêtées par les anciens esclaves devenus libres au jour anniversaire de leur affranchissement.
Les Éleuthéries publiques les plus célèbres sont celles qui étaient fêtées tous les cinq ans à Platées. Elles auraient été instituées en l’honneur de Zeus Eleutherios par Aristide après la victoire des Grecs sur les Perses en 479 av. J.-C. après la bataille de Platées (certains érudits placent cette fondation à la fin du IVe siècle av. J.-C.). On y faisait notamment des libations en l’honneur des morts de la bataille. Elles avaient à l’origine un caractère panhellénique afin de commémorer l’unité grecque, caractère qui s’estompa avec le temps.
Plutarque rapporte la légende à l’origine des Éleuthéries de Smyrne. La ville était encerclée par une armée de Sardes et les assaillants souhaitaient s’unir aux femmes de la ville. Une servante proposa que les servantes de Smyrne soient habillées comme des femmes libres et livrées aux assaillants. Les Sardes quand ils étaient occupés avec les servantes déguisées furent faits prisonniers par les habitants de la cité. Plutarque raconte aussi que lors des Éleuthéries instituées pour commémorer cette libération, les servantes et les femmes libres échangent leurs parures et leurs rôles.   

## Sources
- Dictionnaire des antiquités grecques et romaines, C. Daremberg,  E. Saglio ; article: Eleuthéria
- Pausanias, Description de la Grèce [détail des éditions] [lire en ligne] (IX,2,6)
- Plutarque, Œuvres morales [détail des éditions] [lire en ligne] (IV-19: Parallela minora 312E/30)